# Holmelgonia holmi
Holmelgonia holmi är en spindelart som först beskrevs av Miller 1970.  Holmelgonia holmi ingår i släktet Holmelgonia och familjen täckvävarspindlar. Inga underarter finns listade i Catalogue of Life.